# Samsung Galaxy Y DUOS
El Samsung Galaxy Y DUOS GT-S6102 es un teléfono móvil de Samsung. Se anunció el 22 de diciembre de 2011 y se lanzó en febrero de 2012. Puede contener 2 tarjetas SIM.

## Software
Funciona con Android 2.3.6 Gingerbread.